# Conchocarpus cauliflorus
Conchocarpus cauliflorus är en vinruteväxtart som beskrevs av J. R. Pirani. Conchocarpus cauliflorus ingår i släktet Conchocarpus och familjen vinruteväxter. Inga underarter finns listade i Catalogue of Life.